# Trinchar

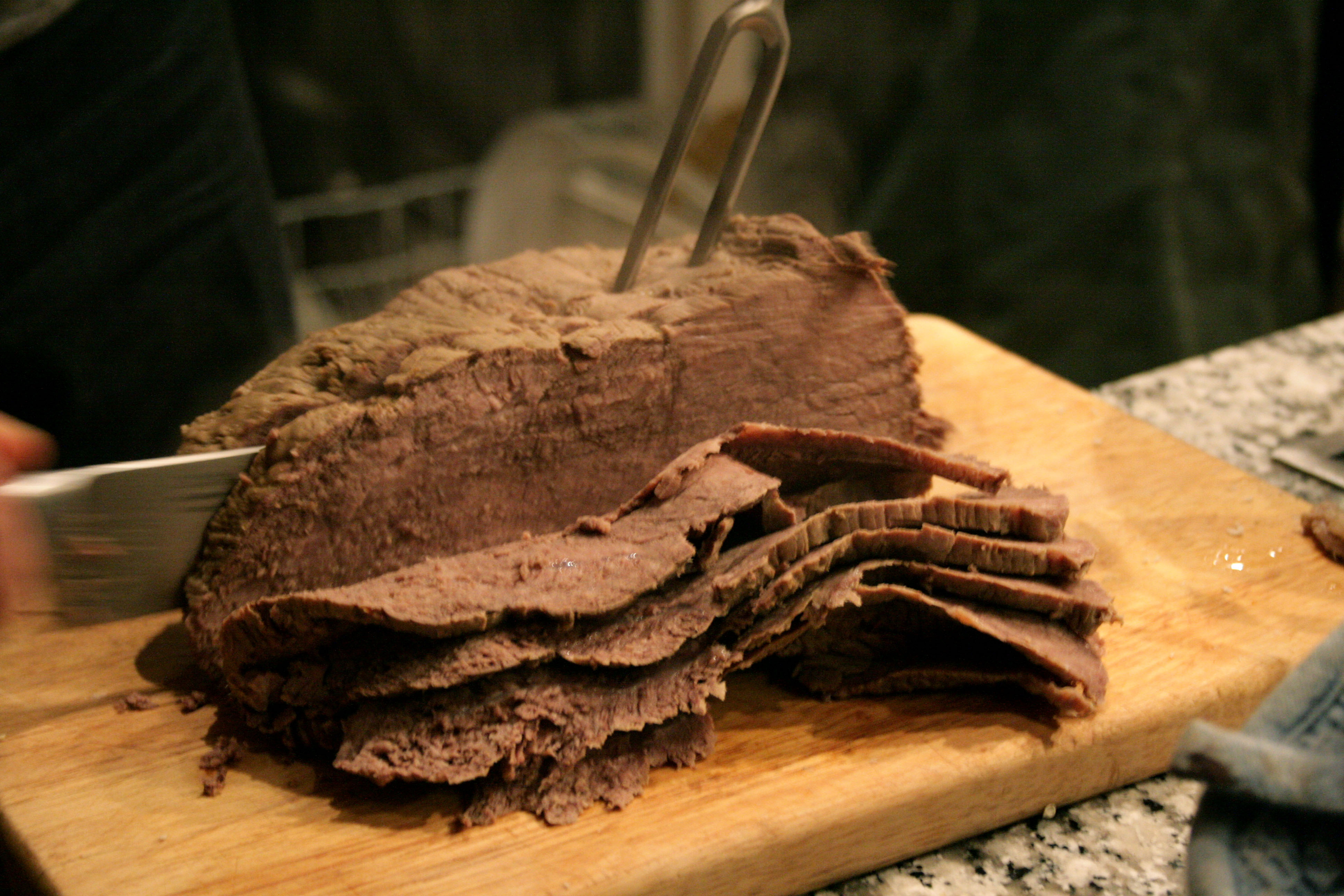
Efecto de trinchar un pedazo de carne para realizar un Tafelspitz típico de la cocina austriaca.

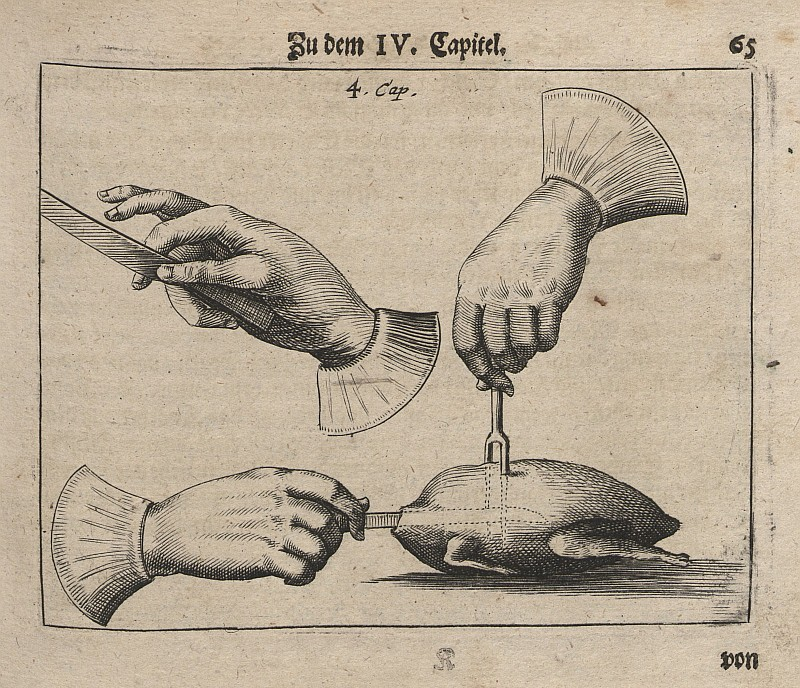
Acciones del trinchante.

La operación de trinchar se realiza cuando se desea cortar alimentos (etimológicamente proviene del francés tranche - cortar), la operación se denomina cuando se cortan carnes de aves, cerdo , ovinos, etc. aunque también se aplica al corte de verduras. La operación se aplica a las tareas de deshuesado, despiezar, leudar, escalopar por igual. 

## Historia
En la Edad Media existían especialistas en el arte de trinchar que debían saber anatomía y gastronomía para saber qué piezas eran las más apetitosas: Écuyer tranchant. Los señores de la Edad Media gustaban de ostentar sus asados haciendo ellos mismos la operación de trinchado, formando parte del orgullo del anfitrión. Siempre ha sido considerada la operación de trinchar como una operación ceremonial previa al acto de comer. Los libros de cocina antiguos dedican en la mayoría de los casos una sección a la "aguzadera" de los trinchadores.

## Reglas básicas
- Los cuchillos y herramientas de cortar deben estar bien limpias y afiladas
- Debe el trinchador colocarse a distancia adecuada de los comensales, para evitar salpicaduras
- Se debe comenzar a servir por las personas principales de la mesa, o en su defecto primero por las personas invitadas.
- En ningún caso debe machacarse, ni destrozarse la comida a repartir